# Volker Klenk
Volker Klenk (* 22. März 1938 in Stuttgart) ist ein deutscher Politiker (ehemals FDP).

## Leben
Klenk kam als Sohn des Hauptlehrers Fritz Klenk und der Marianne Klenk, geb. Kirchdörfer, in Stuttgart zur Welt. Nach dem Abitur studierte er Wirtschaft und Politik in Tübingen und schloss als Diplom-Volkswirt ab. Über seinen Professor Ralf Dahrendorf fand er zur FDP. 1968 organisierte er Dahrendorfs Wahlkampf zur Landtagswahl in Baden-Württemberg.
1976 zog Klenk als FDP-Abgeordneter für den Wahlkreis Stuttgart IV selbst in den Landtag von Baden-Württemberg ein, dem er bis 1980 angehörte. Sein wichtigstes politisches Anliegen waren Bürgerrechte. Nach dem Bruch der sozialliberalen Koalition im Herbst 1982 trat er aus der FDP aus.

## Ehrungen
1980 wurde er mit dem Verdienstkreuz am Bande der Bundesrepublik Deutschland ausgezeichnet. Aus Protest gegen den Schwarzen Donnerstag mit Einsatz von Wasserwerfern und Tränengas gegen Teilnehmer der Stuttgart 21-Demonstrationen am 30. September 2010, bei dem er selbst verletzt wurde und noch heute unter den Folgen leidet (Stand 2016), gab er seine Auszeichnung zurück.